# Маржак, Юлиус
Юлиус Маржак (чеш. Julius Mařák; 29 марта 1832[…], Литомишль[…] — 8 октября 1899[…], Смихов, Цислейтания) — чешский художник-пейзажист. Представитель романтического и реалистического направлений в живописи.

## Жизнь и творчество
Родился в семье бухгалтера и финансового инспектора. Получил великолепное образование; уже в годы обучения в гимназии Ю. Маржак начал брать уроки портретной и пейзажной живописи. В 1852 году поступил в класс пейзажной живописи Макса Хаусхофера в Пражской академии художеств. А 1853 году покинул Прагу, уехав в Мюнхен, где учился в местной Академии у Леопольда Ротмана и Эдуарда Шлейха Старшего. В 1855 году начались его — как Маржак их называл — годы странствий: по северной и южной Чехии, горные цепи которой вдохновляли художника и поставляли визуальный материал для его полотен.
Некоторое время Ю. Маржак жил в Вене, где он изучал графическое искусство. В 1860 года он преподавал в Вене рисование, а также работал иллюстратором в нескольких местных журналах. В этот период в произведениях художника отчётливо видно влияние барбизонской школы. В 1869 году художник совершил путешествие по Балканам, с 1872 по 1875 год жил в Тироле. В 1882 году, наряду с некоторыми другими чешскими художниками, получил заказ на живописные работы в пражском Национальном театре. С 1887 года Ю. Маржак — профессор пражской Академии художеств, руководитель класса пейзажной живописи.
Среди учеников Маржака были такие известные впоследствии чешские художники как Антонин Славичек, Антонин Гудечек, Франтишек Каван, Алоиз Калвода, Богуслав Дворжак, Фердинанд Энгельмюллер.

## Галерея

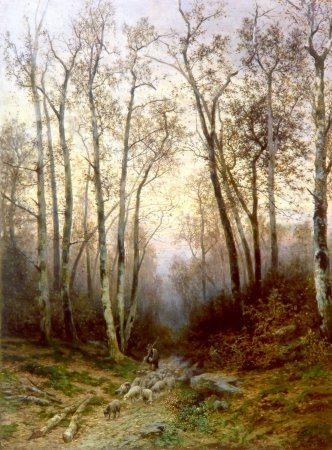
Пастораль
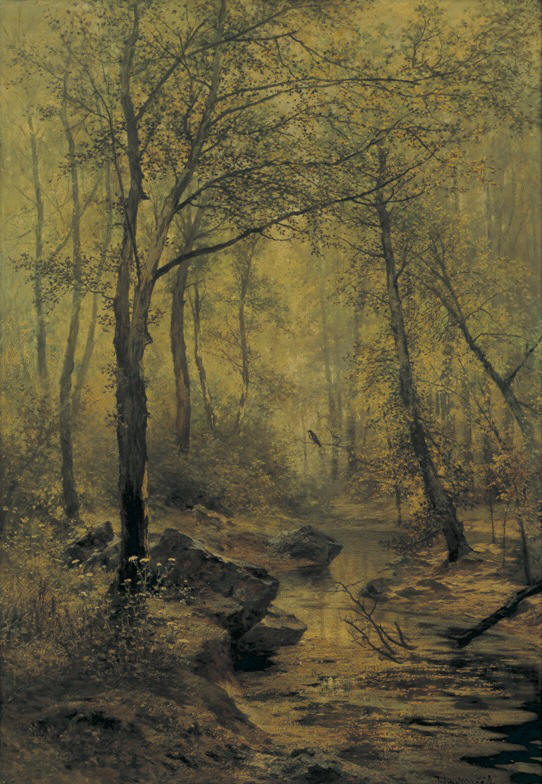
Ранняя песня (1877)
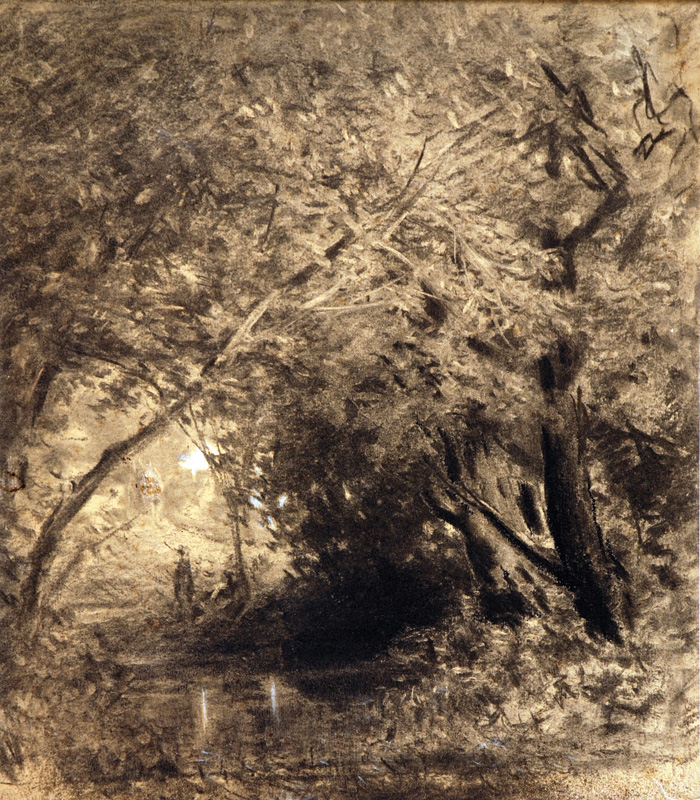
Затишье в лесу (ок. 1885)
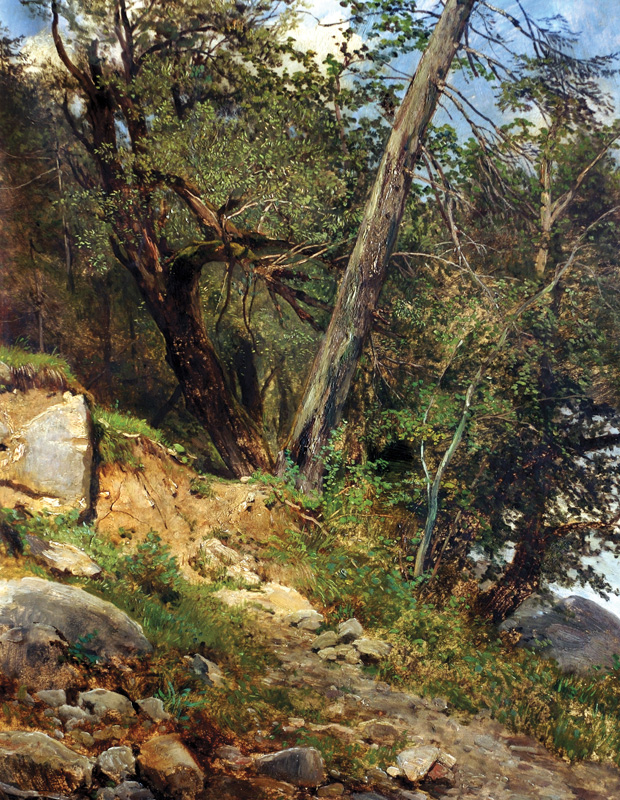
На краю леса
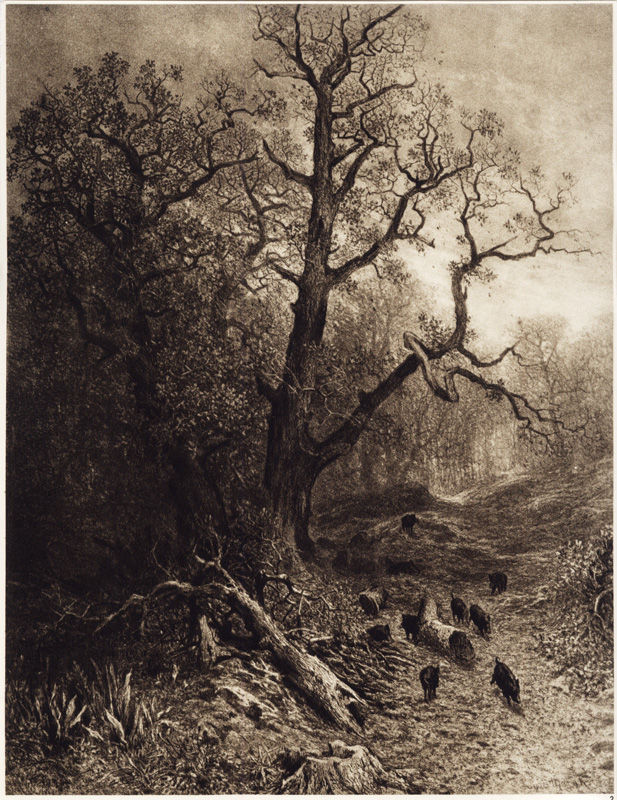
Лес